# Haltérophilie aux Jeux asiatiques de 2006
Les épreuves d'haltérophilie aux Jeux asiatiques de 2006 se sont déroulées du 2 au 6 décembre 2006 au Al-Dana Banquet Hall, à Doha, au Qatar. Quinze épreuves d'haltérophilie (sept féminines et huit masculines) figuraient au programme.

## Tableau des médailles
| Haltérophilie | Haltérophilie aux Jeux asiatiques de 2006 | Haltérophilie aux Jeux asiatiques de 2006 | Haltérophilie aux Jeux asiatiques de 2006 | Haltérophilie aux Jeux asiatiques de 2006 | Haltérophilie aux Jeux asiatiques de 2006 |
| Position      | Pays                                      | Or                                        | Argent                                    | Bronze                                    | Total                                     |
| Position      | Pays                                      |                                           |                                           |                                           | Total                                     |
| 1             | Chine                                     | 10                                        | 4                                         | 0                                         | 14                                        |
| 2             | Kazakhstan                                | 2                                         | 0                                         | 1                                         | 3                                         |
| 3             | Thaïlande                                 | 1                                         | 3                                         | 2                                         | 6                                         |
| 4             | Iran                                      | 1                                         | 0                                         | 0                                         | 1                                         |
| 4             | Syrie                                     | 1                                         | 0                                         | 0                                         | 1                                         |
| 6             | Corée du Sud                              | 0                                         | 4                                         | 4                                         | 8                                         |
| 7             | Irak                                      | 0                                         | 1                                         | 1                                         | 2                                         |
| 7             | Birmanie                                  | 0                                         | 1                                         | 1                                         | 2                                         |
| 9             | Qatar                                     | 0                                         | 1                                         | 0                                         | 1                                         |
| 9             | Viêt Nam                                  | 0                                         | 1                                         | 0                                         | 1                                         |
| 11            | Corée du Nord                             | 0                                         | 0                                         | 2                                         | 2                                         |
| 12            | Hong Kong                                 | 0                                         | 0                                         | 1                                         | 1                                         |
| 12            | Indonésie                                 | 0                                         | 0                                         | 1                                         | 1                                         |
| 12            | Taipei chinois                            | 0                                         | 0                                         | 1                                         | 1                                         |
| 12            | Ouzbékistan                               | 0                                         | 0                                         | 1                                         | 1                                         |

## Femmes

### 48 kg
| Médaille | Nom                 | Pays      | Poids total |
| -------- | ------------------- | --------- | ----------- |
|          | Wang Mingjuan       | Chine     | 206 kg      |
| Argent   | Pensiri Laosirikul  | Thaïlande | 192 kg      |
| Bronze   | Thongyim Bunphithak | Thaïlande | 191 kg      |

### 53 kg
| Médaille | Nom              | Pays      | Poids total |
| -------- | ---------------- | --------- | ----------- |
|          | Li Ping          | Chine     | 224 kg      |
| Argent   | Junpim Kuntatean | Thaïlande | 221 kg      |
| Bronze   | Yu Wei Li        | Hong Kong | 207 kg      |

### 58 kg
| Médaille | Nom            | Pays          | Poids total            |
| -------- | -------------- | ------------- | ---------------------- |
|          | Chen Yanqing   | Chine         | 251 kg Record du monde |
| Argent   | Wandee Kameaim | Thaïlande     | 224 kg                 |
| Bronze   | Pak Hyon Suk   | Corée du Nord | 224 kg                 |

### 63 kg
| Médaille | Nom             | Pays      | Poids total |
| -------- | --------------- | --------- | ----------- |
|          | Pawina Thongsuk | Thaïlande | 252 kg      |
| Argent   | Ouyang Xiaofang | Chine     | 247 kg      |
| Bronze   | Faw Thaw Yae    | Birmanie  | 227 kg      |

### 69 kg
| Médaille | Nom          | Pays         | Poids total |
| -------- | ------------ | ------------ | ----------- |
|          | Liu Haixia   | Chine        | 265 kg      |
| Argent   | Pan Yar Thet | Birmanie     | 235 kg      |
| Bronze   | Kim Mi Kyung | Corée du Sud | 223 kg      |

### 75 kg
| Médaille | Nom              | Pays         | Poids total |
| -------- | ---------------- | ------------ | ----------- |
|          | Cao Lei          | Chine        | 272 kg      |
| Argent   | Kim Soon Hee     | Corée du Sud | 246 kg      |
| Bronze   | Sinta Darmariani | Indonésie    | 230 kg      |

### Plus de 75 kg
| Médaille | Nom             | Pays         | Poids total |
| -------- | --------------- | ------------ | ----------- |
|          | Mu Shuangshuang | Chine        | 317 kg      |
| Argent   | Jang Mi Ran     | Corée du Sud | 313 kg      |
| Bronze   | Annipa Moontar  | Thaïlande    | 265 kg      |

## Hommes

### 56 kg
| Médaille | Nom            | Pays         | Poids total |
| -------- | -------------- | ------------ | ----------- |
|          | Li Zheng       | Chine        | 287 kg      |
| Argent   | Hoang Anh Tuan | Viêt Nam     | 285 kg      |
| Bronze   | Lee Jong Hoon  | Corée du Sud | 277 kg      |

### 62 kg
| Médaille | Nom        | Pays          | Poids total |
| -------- | ---------- | ------------- | ----------- |
|          | Qiu Le     | Chine         | 317 kg      |
| Argent   | Mao Jiao   | Chine         | 315 kg      |
| Bronze   | Im Yong-su | Corée du Nord | 300 kg      |

### 69 kg
| Médaille | Nom            | Pays         | Poids total |
| -------- | -------------- | ------------ | ----------- |
|          | Zhang Guozheng | Chine        | 336 kg      |
| Argent   | Shi Zhiyong    | Chine        | 335 kg      |
| Bronze   | Kim Sun Bae    | Corée du Sud | 307 kg      |

### 77 kg
| Médaille | Nom           | Pays         | Poids total |
| -------- | ------------- | ------------ | ----------- |
|          | Li Hongli     | Chine        | 361 kg      |
| Argent   | Lee Jeong Jae | Corée du Sud | 341 kg      |
| Bronze   | Harem Ali     | Irak         | 341 kg      |

### 85 kg
| Médaille | Nom                | Pays         | Poids total |
| -------- | ------------------ | ------------ | ----------- |
|          | Vyacheslav Yershov | Kazakhstan   | 377 kg      |
| Argent   | Lu Yong            | Chine        | 369 kg      |
| Bronze   | Kim Seon Jong      | Corée du Sud | 355 kg      |

### 94 kg
| Médaille | Nom            | Pays           | Poids total |
| -------- | -------------- | -------------- | ----------- |
|          | Ilya Ilin      | Kazakhstan     | 397 kg      |
| Argent   | Lee Ung Jo     | Corée du Sud   | 370 kg      |
| Bronze   | Hsieh Wei Chun | Taipei chinois | 355 kg      |

### 105 kg
| Médaille | Nom                | Pays       | Poids total |
| -------- | ------------------ | ---------- | ----------- |
|          | Ahed Joughili      | Syrie      | 392 kg      |
| Argent   | Mahammad Aljuaifri | Irak       | 391 kg      |
| Bronze   | Bakhyt Akhmetov    | Kazakhstan | 388 kg      |

### Plus de 105 kg
| Médaille | Nom                | Pays        | Poids total |
| -------- | ------------------ | ----------- | ----------- |
|          | Hossein Reza Zadeh | Iran        | 425 kg      |
| Argent   | Jaber Salem        | Qatar       | 410 kg      |
| Bronze   | Andrey Martemyanov | Ouzbékistan | 381 kg      |

## Records
- La Chinoise Chen Yanqing a battu trois fois le record du monde du total dans la catégorie des 58 kg, pour finalement le porter à 251 kg. Elle a aussi établi deux autres records du monde : 111 kg à l'arraché, et 140 kg à l'épaulé-jeté.

- La Thaïlandaise Pawina Thongsuk a établi un nouveau record du monde dans la catégorie des 63 kg : 142 kg à l'épaulé-jeté.

- La Chinoise Mu Shuangshuang a établi un nouveau record du monde dans la catégorie des plus de 75 kg : 139 kg à l'arraché.

- Le Kazakh lya Ilin a établi un nouveau record d'Asie dans la catégorie des 94 kg : 226 kg à l'épaulé-jeté.

## Dopage
Quatre cas de dopage ont été enregistrés lors des compétitions d'haltérophilie. 
- La Birmane Than Kyi Kyi a été contrôlée positive au furosémide, un diurétique interdit. Elle a été disqualifiée de l'épreuve des 48 kg, où elle avait terminé quatrième[1].
- L'Ouzbèke Elmira Ramileva a été contrôlée positive aux stéroïdes anabolisants. Elle a été disqualifiée de l'épreuve des 69 kg où elle avait pris la cinquième place[2].
- Son compatriote Alexander Urinov a subi un contrôle positif au cannabis et a été disqualifié de l'épreuve des 105 kg où il avait pris la septième place[2].
- Une autre haltérophile birmane, Oo Mya Sanda, a subi un contrôle positif à un métabolite d'un stéroïde anabolisant. Elle a été disqualifiée de l'épreuve des 75 kg, où elle avait pris la deuxième place, et a ainsi perdu sa médaille d'argent[3].

## Sources
1. ↑  TSR - Sport - Jeux asiatiques - Dopage : une haltérophile birmane contrôlée positive
2. 1 2   L'Équipe - Autres sports - 2 cas de dopage
3. ↑  RDS - Sports amateurs -  Autre haltérophile contrôlée positive